# صموئيل جونز (منافس ألعاب قوى)
صموئيل جونز (بالإنجليزية: Samuel Jones)‏ هو منافس ألعاب قوى أمريكي، ولد في 16 يناير 1880، وتوفي في 13 أبريل 1954 في نوكسفيل في الولايات المتحدة.

## وصلات خارجية
- صموئيل جونز على موقع أوليمبيديا (الإنجليزية)